# Владимир Јовичић
Владимир Јовичић (Шабац, 3. јун 1935 — Владимирци, 2001) био је српски књижевник и политичар.

## Биографија
Школовао се у Шапцу и Београду, где је на Филолошком факултету дипломирао и докторирао југословенску и светску књижевност. Поред уметничке прозе, објавио је и више монографија, студија, уџбеника, критика и огледа. Публиковао је у разним књижевним листовима и часописима читав низ есеја, расправа, полемика и чланака од којих су неки ушли у његова Изабрана дела од једанаест томова. Већина његових романа и приповедака је драматизована, сценски извођена и преведена готово на све значајније светске језике. Са преко тридесет објављених књига различитих жанрова, један је од најистакнутијих српских писаца.
Као друштвено-политички радник био је ангажован у разним телима и комисијама Централног комитета СКЈ и ЦК СК Србије, где је био председник комисије за културу. Једно време 80-тих година обављао је дужност Републичког секретара (министар) за културу у Извршном већу (влада) СР Србије и био саветник тадашњег Председника Социјалистичке Републике Србије Ивана Стамболића, до његове смене 1987. године, после Осме седнице ЦК СК Србије.